# Tomáš Čachotský
Tomáš Čachotský (* 13. ledna 1982, Jihlava) je český hokejový útočník. Momentálně hraje za tým HC Dukla Jihlava v 1. lize. V týmu působí jako kapitán.

## Kariéra
Tomáš Čachotský je odchovancem Jihlavského hokeje, kde hrál již za juniorské týmy a jako junior reprezentoval Českou republiku na dvou turnajích. V sezóně 2000–01 debutoval mezi dospělými, když nastoupil za Duklu Jihlava v playoff. V sezóně 2002–03 už za Jihlavu hrál ve 34 zápasech 1. ligy. V sezóně 2003–04 hrál ve 36 zápasech 1. ligy za Jihlavu, ale vypomáhal také ve dvou zápasech týmu Havlíčkova Brodu v 2. lize. V té sezóně pomohl Jihlavě k postupu do České extraligy, díky čemuž mohl za Jihlavu debutovat v sezóně 2004–05, také v Extralize, ačkoliv na konci sezóny byli poraženi v baráži o Extraligu a sestoupili zpět do 1. ligy. V tehdejší sezóně vypomohl krátce, shodně ve dvou zápasech týmům Havířova a Havlíčkova Brodu v 1. respektive 2. lize. V sezóně 2005–06 si připsal 33 kanadských bodů ve 49 zápasech a v sezóně 2006–07 40 bodů v 50 zápasech 1. ligy. V sezóně 2007–08 hrál formou střídavých startů, jak za Jihlavu ve 35 zápasech 1. ligy, tak za Znojmo v 15 zápasech Extraligy. Celou sezónu 2008–09 sehrál za Znojemské Orly v Extralize a v 50 zápasech si připsal 11 kanadských bodů. V sezóně 2009–10 hrál pouze v jednom zápase extraligy za Energii Karlovy Vary. Zbytek sezóny hrál v Jihlavě 1. ligu, ve které si připsal 53 bodů ve 46 zápasech. V sezoně 16/17 postoupil coby kapitán s Duklou Jihlava do Extraligy.
Byl oceněn 2. místem v anketě Sportovec kraje Vysočina v roce 2021 v kategorii Dospělí.

## Osobní život
Narodil se v Jihlavě, ale do základní školy chodil v Třebíči, protože jeho rodiče pracovali v dukovanské jaderné elektrárně. Poté studoval Obchodní akademii v Jihlavě, kterou ovšem nedokončil.

## Ocenění a úspěchy
- 2004 Postup s týmem HC Dukla Jihlava do ČHL
- 2007 1.ČHL – Nejlepší střelec v oslabení
- 2008 1.ČHL – Nejlepší nahrávač
- 2010 1.ČHL – Nejvíce vstřelených vítězných branek
- 2011 1.ČHL – Nejlepší střelec
- 2011 1.ČHL – Nejproduktivnější hráč
- 2014 1.ČHL – Nejlepší nahrávač
- 2014 1.ČHL – Nejproduktivnější hráč
- 2015 1.ČHL – Nejlepší nahrávač v playoff
- 2017 1.ČHL – Nejlepší nahrávač
- 2017 1.ČHL – Nejproduktivnější hráč
- 2017 1.ČHL – Nejlepší nahrávač v playoff
- 2017 1.ČHL – Nejproduktivnější hráč v playoff
- 2017 Postup s týmem HC Dukla Jihlava do ČHL
- 2021 1.ČHL – Nejlepší nahrávač
- 2021 1.ČHL – Nejproduktivnější hráč
- 2021 1.ČHL – All-Star tým
- 2022 1.ČHL – Nejlepší střelec v playoff
- 2022 1.ČHL – Nejproduktivnější hráč v playoff
- 2022 1.ČHL – Nejužitečnější hráč play off
- 2022 1.ČHL – All-Star tým
- 2024 1.ČHL – Nejlepší nahrávač v playoff
- 2025 1.ČHL – Nejlepší nahrávač
- 2025 1.ČHL – Nejlepší střelec v playoff
- 2025 1.ČHL – Nejproduktivnější hráč v playoff
- 2025 1.ČHL – Nejlepší útočník
- 2025 1.ČHL – All-Star tým
- 2025 1.ČHL – Nejužitečnější hráč play off
- 2025 1.ČHL – Cena Tomáše Zelenky

## Prvenství
- Debut v ČHL – 18. září 2004 (HC Dukla Jihlava proti HC Chemopetrol Litvínov)
- První asistence v ČHL – 1. října 2004 (HC Moeller Pardubice proti HC Dukla Jihlava)
- První gól v ČHL – 24. října 2004 (HC Dukla Jihlava proti Bílí Tygři Liberec, českému brankáři Pavlu Faltovi)

## Klubová statistika
| Sezóna       | Klub                           | Soutěž       |     | Základní část | Základní část | Základní část | Základní část | Základní část |     | Play off | Play off | Play off | Play off | Play off |
| Sezóna       | Klub                           | Soutěž       | Z   | G             | A             | B             | TM            | Z             | G   | A        | B        | TM       |          |          |
| 2000–01      | HC Dukla Jihlava               | 1.ČL         | 0   | 0             | 0             | 0             | 0             | 4             | 0   | 0        | 0        | 2        |          |          |
| 2001–02      | HC Dukla Jihlava               | 1.ČL         | 5   | 0             | 0             | 0             | 2             | 4             | 0   | 0        | 0        | 0        |          |          |
| 2002–03      | HC Dukla Jihlava               | 1.ČL         | 34  | 2             | 8             | 10            | 47            | 11            | 0   | 0        | 0        | 0        |          |          |
| 2003–04      | HC Dukla Jihlava               | 1.ČL         | 36  | 7             | 13            | 20            | 16            | 4             | 1   | 0        | 1        | 0        |          |          |
| 2003–04      | HC Rebel Havlíčkův Brod        | 2.ČL         | 2   | 2             | 1             | 3             | 0             | —             | —   | —        | —        | —        |          |          |
| 2004–05      | HC Dukla Jihlava               | ČE           | 50  | 4             | 8             | 12            | 6             | 5*            | 0*  | 1*       | 1*       | 0*       |          |          |
| 2004–05      | Havířovská hokejová společnost | 1.ČL         | 2   | 1             | 0             | 1             | 2             | —             | —   | —        | —        | —        |          |          |
| 2004–05      | HC Rebel Havlíčkův Brod        | 2.ČL         | 0   | 0             | 0             | 0             | 0             | 2             | 0   | 0        | 0        | 0        |          |          |
| 2005–06      | HC Dukla Jihlava               | 1.ČL         | 49  | 11            | 22            | 33            | 32            | 6             | 2   | 0        | 2        | 4        |          |          |
| 2006–07      | HC Dukla Jihlava               | 1.ČL         | 50  | 17            | 23            | 40            | 52            | 4             | 1   | 0        | 1        | 6        |          |          |
| 2007–08      | HC Dukla Jihlava               | 1.ČL         | 35  | 7             | 30            | 37            | 42            | 3             | 1   | 1        | 2        | 2        |          |          |
| 2007–08      | HC Znojemští Orli              | ČE           | 15  | 0             | 1             | 1             | 6             | 3             | 0   | 0        | 0        | 0        |          |          |
| 2008–09      | HC Znojemští Orli              | ČE           | 50  | 3             | 8             | 11            | 30            | 12**          | 0** | 2**      | 2**      | 2**      |          |          |
| 2009–10      | HC Energie Karlovy Vary        | ČE           | 1   | 0             | 0             | 0             | 0             | 12**          | 1** | 0**      | 1**      | 4**      |          |          |
| 2009–10      | HC Dukla Jihlava               | 1.ČL         | 46  | 17            | 36            | 53            | 34            | 1             | 0   | 0        | 0        | 2        |          |          |
| 2010–11      | HC Dukla Jihlava               | 1.ČL         | 44  | 22            | 26            | 48            | 42            | 8             | 0   | 5        | 5        | 10       |          |          |
| 2011–12      | HC Dukla Jihlava               | 1.ČL         | 52  | 17            | 24            | 41            | 32            | 12            | 3   | 2        | 5        | 8        |          |          |
| 2012–13      | HC Dukla Jihlava               | 1.ČL         | 41  | 13            | 21            | 34            | 18            | --            | --  | --       | --       | --       |          |          |
| 2013–14      | HC Dukla Jihlava               | 1.ČL         | 44  | 18            | 47            | 65            | 44            | 9             | 2   | 7        | 9        | 4        |          |          |
| 2014–15      | HC Dukla Jihlava               | 1.ČL         | 49  | 20            | 25            | 45            | 22            | 12            | 3   | 11       | 14       | 4        |          |          |
| 2015–16      | HC Dukla Jihlava               | 1.ČL         | 1   | 1             | 2             | 3             | 0             | --            | --  | --       | --       | --       |          |          |
| 2015–16      | PSG Zlín                       | ČE           | 44  | 5             | 10            | 15            | 6             | 10            | 3   | 2        | 5        | 4        |          |          |
| 2016–17      | HC Dukla Jihlava               | 1.ČL         | 51  | 16            | 36            | 52            | 28            | 12            | 4   | 9        | 13       | 2        |          |          |
| 2017         | HC Dukla Jihlava               | Baráž (ČE)   | --  | --            | --            | --            | --            | 11*           | 2*  | 5*       | 7*       | 2*       |          |          |
| 2016–17      | PSG Zlín                       | ČE           | 1   | 0             | 1             | 1             | 0             | --            | --  | --       | --       | --       |          |          |
| ČE celkově   | ČE celkově                     | ČE celkově   | 161 | 12            | 28            | 40            | 48            | 37            | 4   | 4        | 8        | 10       |          |          |
| 1.ČL celkově | 1.ČL celkově                   | 1.ČL celkově | 539 | 169           | 313           | 482           | 413           | 107           | 26  | 41       | 67       | 54       |          |          |
| 2.ČL celkově | 2.ČL celkově                   | 2.ČL celkově | 2   | 2             | 1             | 3             | 0             | 2             | 0   | 0        | 0        | 0        |          |          |

Poznámka: * za číslem znamená, že statistiky jsou z baráže o Extraligu a dvě ** znamenají, že statistiky jsou ze skupiny o udržení.